# Thermopsis mollis
Thermopsis mollis är en ärtväxtart som först beskrevs av André Michaux, och fick sitt nu gällande namn av Asa Gray. Thermopsis mollis ingår i släktet lupinväpplingar, och familjen ärtväxter. Inga underarter finns listade i Catalogue of Life.